# Nhân khẩu học xu hướng tính dục
Có những khó khăn trong xác định nhân khẩu học xu hướng tính dục vì những lý do sau đây. Một trong những lý do chính làm cho kết quả của những thống kê số liệu đồng tính luyến ái và song tính luyến ái khác nhau là do nội dung câu hỏi. Nhiều nghiên cứu từng bàn về xu hướng tính dục. Hầu hết những nghiên cứu sau đây dựa vào số liệu thống kê mà đối tượng tự xác định về xu hướng tính dục của họ nên vấn đề là nhạy cảm. Một nhóm số liệu thống kê về tỉ lệ tự xác định kinh nghiệm và bị hấp dẫn tình dục trong khi nhóm số liệu khác thống kê về tự xác định nhận thực bản thân là đồng tính hay song tính. Số chủ đề về tự xác nhận là đồng tính hoặc song tính thì ít hơn là về kinh nghiệm hoặc hấp dẫn tình dục đối với người cùng giới.

## Khó khăn
Xác định độ phổ biến của các xu hướng tính dục thì khó khăn vì thiếu số liệu thực sự tin cậy. Có nhiều vấn đề sau đây:
- Số liệu thống kê về cảm xúc sâu sắc hoặc hoạt động mang tính chất cá nhân thường không chính xác. Người tham gia thống kê thường tránh các câu hỏi mà họ nghĩ là xã hội, hoặc chính họ, không thích.
- Phải lựa chọn yếu tố nào để xác định một người là đồng tính. Số người có ham muốn quan hệ cùng giới có thể nhiều hơn số người thực hiện ham muốn đó, số người thực hiện này lại có thể nhiều hơn số người tự nhận mình là đồng tính/song tính.[1]
- Người tham gia có thể có quan niệm khác nhau về thế nào là một hành vi tình dục.
- Tình dục và giới tính có nhiều thành phần sinh học và tâm lý khác nhau nên một người nào đó có thể không hoàn toàn thuộc một loại nào đấy.
- Thống kê với mẫu ngẫu nhiên với một số lượng đủ lớn người tham gia về xu hướng tính dục thiểu số thì tốn nhiều tiền. Cho nên, hầu hết các thống kê dựa trên người tự nguyện những người sẵn sàng nói về đời sống tình dục của họ nhưng những người này không nhất thiết là phản ánh một cộng đồng nói chung. Hay nói cách khác có thể các con số thống kê không phản ánh tình hình thực tế của toàn bộ cộng đồng.

Số liệu về tỉ lệ người đồng tính có ý nghĩa trong việc hoạch định các chính sách chẳng hạn như xác định chi phí và phúc lợi của từng gia đình, tác động của việc hợp pháp hóa đồng tính, sự kỳ thị.

## Công trình nghiên cứu Kinsey
Hai trong số những nghiên cứu nổi bật nhất về nhân khẩu học xu hướng tính dục là Hành vi tình dục ở nam giới (1948) và Hành vi tình dục ở phụ nữ (1953). Hai nghiên cứu này dùng một thang bảy điểm để xác định hành vi tình dục từ 0 (hoàn toàn dị tính luyến ái) đến 6 (hoàn toàn đồng tính luyến ái). Kinsey kết luận rằng tất cả mọi người trừ một tỉ lệ nhỏ tương ứng với một điểm nào đó hoặc là một dạng song tính luyến ái (từ 1 đến 5). Ông cũng báo cáo rằng 37% nam giới trưởng thành ở Hoa Kỳ từng đạt cực khoái khi có tiếp xúc với nam giới khác và 13% phụ nữ từng đạt cực khoái khi có tiếp xúc với phụ nữ khác.
Tuy nhiên, một nhóm học giả gồm John Tukey, Frederick Mosteller và William G. Cochran đã không đồng ý với kết quả này đặc biệt là vào 1954 khi cho rằng nghiên cứu của Kinsey dựa trên mẫu thống kê không phổ quát nên có thể làm cho kết quả sai lệch.
Paul Gebhard, giám đốc Viện nghiên cứu tình dục Kinsey, đã dành nhiều năm kiểm tra dữ liệu của Kinsey và chọn lọc lại. Năm 1979, Gebhard (với Alan B. Johnson) kết luận rằng kết quả của Kinsey đã không bị ảnh hưởng đáng kể khi phát hiện 36.4% nam giới từng có cả quan hệ khác giới và cùng giới so với số liệu của Kinsey là 37%.

## Những thống kê mới

### Úc
2003: cuộc thống kê lớn và kỹ lưỡng nhất ở Úc cho đến nay là phỏng vấn qua điện thoại đối với 19.307 người ở độ tuổi 16 đến 59 năm 2001-2002. Nghiên cứu phát hiện 97.4% nam giới tự xác định họ là dị tính, 1.6% đồng tính, 0.9% là song tính luyến ái. Đối với phụ nữ, tỉ lệ tương ứng là 97.7% dị tính, 0.8% đồng tính và 1.4% song tính. Tuy nhiên, 8.6% nam giới và 15.1% phụ nữ cho biết có cảm giác bị hấp dẫn bởi người cùng giới hoặc từng có kinh nghiệm tình dục với người cùng giới. Một nửa nam giới và hai phần ba phụ nữ từng có tình dục cùng giới cho rằng họ là dị tính hơn là đồng tính.

### Đan Mạch
1992: một thăm dò ngẫu nhiên cho thấy 2.7% trong số 1.373 nam giới trả lời câu hỏi rằng từng có quan hệ tình dục cùng giới.

### Pháp
1992: một nghiên cứu ở 20.055 người cho thấy 4,1% nam giới và 12,6% phụ nữ từng có ít nhất một lần quan hệ tình dục cùng giới.

### Na Uy
1988: trong một thăm dò ngẫu nhiên ở 6.300 người Na Uy, 3,5% nam giới và 3% phụ nữ cho biết từng có quan hệ đồng tính.
2003: theo cuộc Thăm dò tình dục toàn cầu Durex 2003, 12% người Na Uy từng có quan hệ tình dục cùng giới.

### Hoa Kỳ
1990: Đồng tính luyến ái/dị tính luyến ái: những khái niệm về xu hướng tính dục đăng phát hiện rằng 13,9% nam giới và 4,25% phụ nữ từng có cảm giác đồng tính "mạnh mẽ".
2008: CNN thực hiện cuộc thăm dò cho thấy tỉ lệ tự xác định đồng tính và song tính là 4% trong cuộc bầu cử tổng thống Hoa Kỳ 2008.

## Xếp hạng những thành phố ở Hoa Kỳ
Những bảng dưới đây liệt kê 10 đô thị Hoa Kỳ có số lượng người đồng tính và song tính nhiều nhất.
| Hạng | Thành phố     | Tỉ lệ (%) | Đồng tính và song tính | Đồng tính và song tính |
| Hạng | Thành phố     | Tỉ lệ (%) | Số lượng               | Hạng                   |
| ---- | ------------- | --------- | ---------------------- | ---------------------- |
| 1    | San Francisco | 15,4%     | 94.234                 | 4                      |
| 2    | Seattle       | 12,9%     | 57.993                 | 9                      |
| 3    | Atlanta       | 12,8%     | 39.805                 | 12                     |
| 4    | Minneapolis   | 12,5%     | 34.295                 | 16                     |
| 5    | Boston        | 12,3%     | 50.540                 | 10                     |
| 6    | Sacramento    | 9,8%      | 32.108                 | 20                     |
| 7    | Portland      | 8.8%      | 35,413                 | 14                     |
| 8    | Denver        | 8,2%      | 33.698                 | 17                     |
| 9    | Washington    | 8,1%      | 32.599                 | 18                     |
| 10   | Orlando       | 7,7%      | 12.508                 | 36                     |

| Hạng | Thành phố     | Tỉ lệ (%) | Đồng tính và song tính | Đồng tính và song tính |
| Hạng | Thành phố     | Tỉ lệ (%) | Số lượng               | Hạng                   |
| ---- | ------------- | --------- | ---------------------- | ---------------------- |
| 1    | New York City | 6%        | 272,493                | 1                      |
| 2    | Los Angeles   | 5.6%      | 154,270                | 2                      |
| 3    | Chicago       | 5,7%      | 114.449                | 3                      |
| 4    | San Francisco | 15,4%     | 94.234                 | 4                      |
| 5    | Phoenix       | 6,4%      | 63.222                 | 5                      |
| 6    | Houston       | 4,4%      | 61.976                 | 6                      |
| 7    | San Diego     | 6,8%      | 61.945                 | 7                      |
| 8    | Dallas        | 7,0%      | 58.473                 | 8                      |
| 9    | Seattle       | 12,9%     | 57.993                 | 9                      |
| 10   | Boston        | 12,3%     | 50.540                 | 10                     |
| 11   | Philadelphia  | 4,2%      | 43.320                 | 11                     |
| 12   | Atlanta       | 12,8%     | 39.085                 | 12                     |
| 13   | San Jose      | 5,8%      | 37.260                 | 13                     |

| Hạng | Thành phố                                             | Đồng tính và song tính | Tỉ lệ đồng tính và song tính |
| ---- | ----------------------------------------------------- | ---------------------- | ---------------------------- |
| 1    | New York City - Northern New Jersey - Long Island, NY | 568.903                | 2,6%                         |
| 2    | Los Angeles - Long Beach, CA - Santa Ana, CA          | 442.211                | 2,7%                         |
| 3    | Chicago–Naperville–Joliet, IL                         | 288.478                | 3,1%                         |
| 4    | San Francisco - Oakland - Fremont, CA                 | 256.313                | 3,6%                         |
| 5    | Boston - Cambridge, MA - Quincy, MA                   | 201.344                | 3,4%                         |
| 6    | Washington DC                                         | 191.959                | 2,5%                         |
| 7    | Dallas - Fort Worth - Arlington, TX                   | 183.718                | 3,5%                         |
| 8    | Miami - Miami Beach - Fort Lauderdale                 | 183.346                | 4,7%                         |
| 9    | Atlanta - Marietta, GA - Sandy Springs, GA            | 180.168                | 4,3%                         |
| 10   | Philadelphia - Camden, NJ - Wilmington, DE            | 179.459                | 2,8%                         |